# بردگوریهای چال گوری ۱ تا۳
بردگوریهای چال گوری ۱ تا۳ در شهرستان کوهرنگ، بخش بازفت، روستای تلورد واقع شده و این اثر در تاریخ ۲۴ فروردین ۱۳۸۲ با شمارهٔ ثبت ۸۱۹۸ به‌عنوان یکی از آثار ملی ایران به ثبت رسیده است.